# Spilamberto
Spilamberto är en ort och kommun i provinsen Modena i regionen Emilia-Romagna i Italien. Kommunen hade 12 859 invånare (2018).